# Szczuroskoczek wąskolicy
Szczuroskoczek wąskolicy (Dipodomys venustus) – gatunek gryzoni z rodziny karłomyszowatych, występujący w wewnętrznym pasie wybrzeża od południa Zatoki San Francisco do zatoki Estero oraz w rejonie Gabilan San Benito we wschodnio-centralnej Kalifornii (USA). Typowa lokalizacja:
Santa Cruz w Kalifornii.

## Systematyka
Gryzoń został po raz pierwszy opisany naukowo w 1904 roku przez Clintona Hart Merriama na łamach „Proceedings of the Biological Society of Washington” jako Perodipus venustus. Piętnaście lat później Joseph Grinnell włączył gatunek do siostrzanego rodzaju Dipodomys i po raz pierwszy użył nazwy Dipodomys venustus. Ten sam zoolog uznawał opisany przez siebie D. elephantinus za odrębny gatunek i dopiero w 1996 roku zespół amerykańskich zoologów (Troy L. Best, Ronald K. Chesser, David A. McCullough i George D. Baumgardner) opublikował wyniki morfometrycznych i genetycznych badań tych zwierząt wykazując, że mimo pewnych różnic elephantinus winny być traktowane jako podgatunek D. venustus.
Ostatecznie do D. venustus zalicza się trzy podgatunki:
- D. venustus venustus Merriam, 1904 – typowa lokalizacja: Santa Cruz w Kalifornii
- D. venustus elephantinusGrinnell, 1919 (szczuroskoczek słoniowaty[5])
- D. venustus sanctiluciae Grinnell, 1919

## Kariotyp
Garnitur chromosomowy D. venustus tworzy 30 par (2n=60) chromosomów; FN=116.

## Nazewnictwo
Nazwa rodzajowa Dipodomys pochodzi od trzech greckich słów: di (od: δίς = podwójny) oznaczającego liczbę dwa, ποδός (podos) – noga – oraz μῦς (mus) znaczącego „mysz” i odnosi się do – wyjątkowego w odniesieniu do wszystkich Dipodomys – sposobu poruszania się na dwóch kończynach. Epitet gatunkowy venustus pochodzi z łaciny i oznacza „czarujący” lub „elegancki”.

## Budowa ciała
Dipodomys venustus jest gryzoniem średniej wielkości, przystosowanym do poruszania się skokami. Tylna kończyna ma długość rzędu 38% łącznej długości całego tułowia wraz z głową. Ogon jest bardzo długi – ma około 38% łącznej długości tułowia z głową. Futro zwierzęcia w części grzbietowej, na głowie i udach jest wybarwione na kolor rdzawy ze szpakowatymi łatami w kolorze ochry. Dolne części kończyn od strony podeszwy i pięty są czarne. Kończyny są zakończone pięcioma palcami. Pysk zwierzęcia jest wąski. Futro D. v. sanctiluciae jest wybarwione na bledszy kolor.
| Część ciała                      | Samce | Samice |
| -------------------------------- | ----- | ------ |
| tułów z głową (mm)               | 128,7 | 122,9  |
| ogon (mm)                        | 192,9 | 190,7  |
| tylne łapy (mm)                  | 45,8  | 45.1   |
| czaszka (najdłuższy wymiar) (mm) | 25,1  | 24,7   |
| ucho (mm)                        | 18,6  | 18,2   |
| masa ciała (g)                   | 82    | 87,7   |

Zoolodzy odnotowali wyraźny dymorfizm płciowy w zakresie wielkości ciała. Samce są wyraźnie większe od samic. Zarówno w odniesieniu do całkowitej długości ciała, długości tylnej kończyny, największego wymiaru czaszki i jej szerokości, szerokości łuku szczęki, czy szerokości kości jarzmowej. Kość międzyciemieniowa zwierzęcia składa się ze zmiennej liczby kości. W 78,6% próbek odnotowano istnienie jednej kości, w 9,5% przypadków dwie kości, a w 2,4% próbek trzy kości. W odniesieniu do 7,1% badanych okazów odnotowano brak tej kości, a w 2,4% przypadków kość miała nieprawidłową budowę.

## Rozród
Samica rodzi w podziemnych norach. W każdym roku może mieć 1-2 mioty, a w nich na świat przychodzą 2-4 młode.

## Zasięg geograficzny
Dipodomys venustus występuje w wewnętrznym pasie wybrzeża od południa Zatoki San Francisco do zatoki Estero oraz w rejonie Gabilan San Benito we wschodnio-centralnej Kalifornii (USA). Typowa lokalizacja: Santa Cruz w Kalifornii. Zamieszkuje obszary położone na wysokości do 1770 m n.p.m. porośnięte zimozieloną formacją chaparral, dębami lub sosnami.

## Ekologia
Jest roślinożercą. Żywi się nasionami roślin jednorocznych i roślin zielonych. Magazynuje pożywienie w norach.
Potencjalnymi wrogami są kojot, ryś rudy i żbik.

### Siedlisko
Dipodomys venustus zamieszkuje stoki w pasie wybrzeża oceanicznego objętego chaparralem lub mieszaniną roślinności chaparralu z dębami lub sosnami, w którym roczna suma opadów osiąga 75 cm. Większość opadów, bo 82%, występuje w okresie między listopadem a marcem, a suche, bezdeszczowe okresy w pozostałych częściach roku są łagodzone przez mgły i wilgotne oceaniczne powietrze. Gryzoń drąży głębokie nory w przepuszczalnych, piaszczystych glebach. Zbadany przez zoologów główny korytarz nory miał 2,4 m długości, a boczna odnoga 1,4 m. Nora wyposażona była w pięć komór i w gniazdo. Najczęściej korytarze drążone są na głębokości 5-50 cm pod powierzchnią ziemi, ale D. venustus może także wykorzystywać stare nory wykopane przez Thomomys – gryzonie z rodziny gofferowatych. Wówczas struktura budowli jest inna. Podczas użytkowania system korytarzy nie jest rozbudowywany. Dwuletnia budowla nie różni się od nowej, jednomiesięcznej nory. Wejścia do korytarzy bywają drążone pod krzewami lub kępami roślinności zielonej. D. venustus buduje także prostsze, rezerwowe nory, które mają służyć za doraźne kryjówki.
Siedlisko porastają: Adenostoma fasciculatum, Salvia mellifera, mącznice (Arctostaphylos), Ceanothus cuneatus, Baccharis pilularis, sekwoja wieczniezielona, daglezja Pseudotsuga taxifolia, Arbutus menziesii i Notholithocarpus densiflorus, a także roślinność jednoroczna: Bromus rigidus, Heterotheca grandiflora i szczaw polny.